# Huy chương Euler
Huy chương Euler là một giải thưởng quốc tế của Viện Toán học tổ hợp và ứng dụng (Institute of Combinatorics and its Applications) của Canada trao hàng năm cho các nhà toán học có những đóng góp suốt đời đáng kể trong lãnh vực Toán học tổ hợp và vẫn còn đang hoạt động nghiên cứu.
Huy chương được đặt theo tên nhà toán học Leonhard Euler, người Thụy Sĩ ở thế kỷ 18 để vinh danh ông.

## Các người đoạt huy chương
- 2008: Gabor Korchmaros
- 2007: Stephen Milne (mathematician) (Mỹ), Heiko Harborth (Đức)
- 2006: Clement W.H. Lam (Canada), Nick Wormald (Canada)
- 2005: Ralph Faudree (Mỹ), Aviezri Fraenkel (Israel)
- 2004: Doron Zeilberger (Mỹ), Zhu Lie (Trung quốc)
- 2003: Peter Cameron (Anh), Charles Colbourn (Mỹ)
- 2002: Herbert Wilf (Mỹ)
- 2001: Spyros Magliveras (Mỹ)
- 2000: Richard A. Brualdi (Mỹ), Horst Sachs (Đức)
- 1999: D.K. Ray-Chaudhuri (Mỹ)
- 1998: Peter Hammer (Mỹ), Anthony Hilton (Anh)
- 1997: không trao giải
- 1996: Jack van Lint (Hà Lan)
- 1995: Hanfried Lenz (Đức)
- 1994: Joseph A. Thas (Bỉ)
- 1993: Claude Berge (Pháp), Ron Graham (Mỹ)